# Théorème de raffinement de Schreier
En mathématiques, et plus particulièrement en théorie des groupes, le théorème de raffinement de Schreier dit que pour deux suites de composition d'un même groupe, il existe toujours un raffinement de la première et un raffinement de la seconde qui sont équivalents. (Par suite de composition d'un groupe G, on entend ici une suite finie décroissante de sous-groupes de G allant de G à {1}, chacun de ces sous-groupes, à partir du second, étant sous-groupe normal du précédent.)
Ce théorème est nommé d'après le mathématicien autrichien Otto Schreier, qui le démontra en 1928. Il fournit une démonstration du théorème de Jordan-Hölder.